# Чернышевский район (Ростовская область)
Чернышевский район Ростовской области — административно-территориальная единица в составе Ростовской области РСФСР, существовавшая в 1934—1957 годах. Административный центр — станица Чернышевская.

## История
В 1934—1937 годах район входил в Северо-Донской округ в составе Азово-Черноморского края.
13 сентября 1937 года Чернышевский район (с центром в станице Чернышевская) вошёл в состав Ростовской области.
Указом Президиума Верховного Совета СССР от 6 января 1954 года из Ростовской области была выделена Каменская область (с центром в г. Каменск-Шахтинский). Территория Чернышевского района вошла в состав Каменской области.
В июле 1957 года Чернышевский район переименован в Советский район Ростовской области.